# Fighting the World
Fighting the World (с англ. — «Сражаясь со всем миром») — пятый студийный альбом американской хеви-метал-группы Manowar, вышедший в 1987 году.

## Об альбоме
В диск вошла песня «Defender», которая была записана в 1982 году совместно с режиссёром, актёром и писателем Орсоном Уэллсом.

## Сертификация
- BVMI (Германия) — золотой, первый альбом группы, добившийся подобного успеха в Германии. Статус присвоен в 1994 году[1].

## Список композиций
Тексты и музыка всех композиций написаны Джоуи Де Майо.
| №                   | Название                     | Длительность |
| ------------------- | ---------------------------- | ------------ |
| 1.                  | «Fighting the World»         | 3:46         |
| 2.                  | «Blow Your Speakers»         | 3:36         |
| 3.                  | «Carry On»                   | 4:08         |
| 4.                  | «Violence and Bloodshed»     | 3:59         |
| 5.                  | «Defender»                   | 6:01         |
| 6.                  | «Drums of Doom»              | 1:18         |
| 7.                  | «Holy War»                   | 4:40         |
| 8.                  | «Master of Revenge»          | 1:31         |
| 9.                  | «Black Wind, Fire and Steel» | 5:17         |
| Общая длительность: | Общая длительность:          | 34:54        |

## Участники записи
- Эрик Адамс (Eric Adams) — вокал,
- Джоуи Де Майо (Joey DeMaio) — четырёх- и восьмиструнная бас-гитара
- Росс Фридмен (Ross «The Boss» Friedman) — гитара, клавишные
- Скотт Коламбус (Scott Columbus) — ударные.